# Campionati europei juniores di biathlon 2022
I Campionati europei juniores di biathlon 2022 sono la 6ª edizione della manifestazione. Si sono svolti a Pokljuka, in Slovenia, dal 19 al 23 gennaio 2022.
I campionati costituiscono una tappa del circuito di IBU Junior Cup, il circuito giovanile del biathlon mondiale, per il quale assegnano punti; ne consegue che possano iscriversi anche atleti non europei; la classifica del campionato viene poi stilata considerando solamente gli atleti europei iscritti, mentre quella della gara è valevole per le classifiche del circuito cadetto.

## Podi

### Uomini
| Evento              | Oro           | Tempo   | Argento        | Tempo   | Bronzo          | Tempo   |
| 10 km sprint        | Jonáš Mareček | 27:06.5 | Otto Invenius  | 27:15.3 | Iacopo Leonesio | 27:15.8 |
| 12.5 km insegumento | Paul Fontaine | 34:28.3 | Otto Invenius  | 35:04.5 | Jan Guńka       | 35:17.0 |
| 15 km individuale   | Blagoy Todev  | 40:41.2 | Nicolò Betemps | 41:01.6 | Gaëtan Paturel  | 41:10.3 |

### Donne
| Evento              | Oro            | Tempo   | Argento        | Tempo   | Bronzo              | Tempo   |
| 7,5 km sprint       | Selina Grotian | 22:40.7 | Chloé Bened    | 23:21.4 | Noora Kaisa Keränen | 23:22.0 |
| 10 km inseguimento  | Selina Grotian | 33:45.5 | Jeanne Richard | 34:11.0 | Lisa Maria Spark    | 34:20.0 |
| 12.5 km individuale | Camille Coupé  | 39:42.0 | Jeanne Richard | 39:46.6 | Anastasiia Grishina | 39:46.8 |

### Misti
| Evento          | Oro      | Tempo     | Argento  | Tempo     | Bronzo    | Tempo     |
| Single Mixed    | Germania | 40:22.0   | Russia   | 40:34.5   | Francia   | 40:40.8   |
| Staffetta Mista | Francia  | 1:10:36.6 | Germania | 1:11:23.7 | Rep. Ceca | 1:11:35.9 |

## Medagliere
| Pos.   | Nazione   | Oro | Argento | Bronzo | Totale |
| ------ | --------- | --- | ------- | ------ | ------ |
| 1      | Francia   | 3   | 3       | 2      | 8      |
| 2      | Germania  | 3   | 1       | 1      | 5      |
| 3      | Rep. Ceca | 1   | 0       | 1      | 2      |
| 4      | Bulgaria  | 1   | 0       | 0      | 1      |
| 5      | Finlandia | 0   | 2       | 1      | 3      |
| 6      | Italia    | 0   | 1       | 1      | 2      |
| 6      | Russia    | 0   | 1       | 1      | 2      |
| 8      | Polonia   | 0   | 0       | 1      | 1      |
| Totale | Totale    | 8   | 8       | 8      | 24     |